# Faro di Isola Bocca
Il faro di Isola Bocca (in gallurese Faru di Isula Bucca, in sardo Faru de Isula Bucca) è un faro situato sull'isola della Bocca nel tratto di mare di accesso al porto di Olbia in Sardegna.

## Storia
Fu attivato nel 1887 per sostituire il battello fanale che fino a quel momento contrassegnava l'ingresso al porto di Olbia. Il faro fino al 1920 era alimentato a petrolio, fino al 1967 l'alimentazione era a gas.

## Architettura
La costruzione è costituita da una torre quadrangolare che raggiunge i 24 metri sopra il livello del mare collocata sopra un edificio bianco di due piani a pianta rettangolare nella quale si trovavano gli alloggi dei fanalisti. All'interno della torre è collocato un gruppo ottico di tipo fisso, il faro è dotato anche di un nautofono che emette un segnale sonoro ogni 30 secondi in caso di nebbia.